# Abba (manga)
Abba – krótka manga autorstwa Tsutomu Nihei wydana w 2005 roku. Opowiada historię człowieka, który szuka swojego brata. Abba różni się zasadniczo od innych komiksów tego autora. Styl rysowania przypomina niedbały szkic, choć rysunki są bardzo dopracowane. Brak tu rastrów czy smukłych postaci o typowych mangowych rysach. W mandze tej nie ma też żadnych odniesień do BLAME!.